# PC Spiel
PC Spiel war eine Zeitschrift über Computerspiele. Sie war das Nachfolgewerk von Aktueller Software Markt (ASM) und erschien von Februar 1995 bis Dezember 1996. Als PC Spiel Spezial erschienen Sonderhefte mit Datenträgern.